# Pere Riquet
Pere Riquet (fl. 1598-1619) va ser músic i mestre de capella. La primera notícia que hom en té és del 1598, en què fou nomenat mestre de capella de la Seu d’Urgell, on romangué fins al 1602. Tornà a la Seu el 1605 per exercir-hi el mateix càrrec fins al 1616, en què va assumir la direcció de la capella de la catedral de Tarragona. El 1619 fou remogut del càrrec i és la darrera notícia que se’n té.
Se’n conserva un nombre reduït de composicions que denoten un compositor hàbil i bon coneixedor de la tècnica polifònica del manierisme europeu.

## Obra
- Cristalinas perlas
- De este pan divino
- Missa Susanne un jour
- Vexilla Regis
- Passio Domini nostri
- Ya es tiempo de recoger